# Chiesa dell'Annunziata (Alcamo)
La chiesa dell'Annunziata (o chiesa del Carmine) è una chiesa in stile gotico-catalano i cui ruderi si trovano ad Alcamo, nella provincia di Trapani. Più precisamente la chiesa con il convento dei padri carmelitani (oggi sede della polizia di Stato) ad essa attiguo si trovano nella piazza della Libertà.

## Storia
Forse già prima del 1380, esisteva la confraternita di Maria Santissima Annunziata, che si ritiene sia stata la più antica tra le confraternite alcamesi.
Il corpo originario della chiesa dell'Annunziata fu edificato durante il periodo aragonese, molto probabilmente tra il 1332 e il 1379, anche se secondo lo storico Ignazio De Blasi risalirebbe al 1032. Molteplici sono stati gli ampliamenti, i rimaneggiamenti e le modifiche che questa chiesa ha subito nel corso del tempo, soprattutto nel XVI secolo e nel XVII secolo.
Il campanile a pianta quadrata, a destra della porta, fu realizzato all'inizio del XV secolo ed era accessibile dall'interno della chiesa. Una seconda elevazione si è avuta a partire dal XVI secolo. Più tardi si costruì un palchetto per la musica che si appoggiava su un arco che andava dal campanile alla nuova cappella sporgente, costruita sul lato sinistro della porta d'ingresso, così venivano tagliate le decorazioni della porta e la finestra circolare e veniva a formarsi una specie di portico innanzi alla chiesa.
Intorno al XVI secolo esisteva all'interno della chiesa la confraternita di San Biagio, forse confluita successivamente nella confraternita dell'Annunziata.
Nel 1537 l'Oratorio annesso alla chiesa venne riedificato dalla Confraternita di Maria Santissima Annunziata. Nel 1752 tale confraternita fu promossa a compagnia.
Gioacchino di Marzo documenta la Cappella Adragna costituita da manufatti marmorei commissionati da Stefano Adragna, le opere sono completate con lo scioglimento della società con Giuliano Mancino dopo il 1517.
In seguito alla soppressione degli ordini religiosi, avvenuta nel 1866, i carmelitani furono cacciati dal convento, che fu trasformato in caserma, mentre la chiesa venne lasciata in abbandono. I frati tentarono di riaverla, ma le pratiche andarono per le lunghe e, quando il governo si decise a restituirla, il tetto ormai era crollato e la chiesa era ridotta in ruderi già a partire dalla fine del XIX secolo.
Nel 1950 la Confraternita di Maria Santissima Annunziata passò alla chiesa di Sant'Oliva e nel 1954 riassunse il titolo di confraternita, estinguendosi poco dopo.
La chiesa, normalmente chiusa al pubblico, viene spesso utilizzata per ospitare eventi culturali, in particolare mostre e concerti musicali.

## Descrizione e opere
La chiesa, a pianta trapezoidale, presentava tre navate, suddivise da due ordini di colonne in tufo con bassissimi capitelli decorati con forme floreali e animali, tutti diversi tra loro. Ciascun ordine di colonne era sovrastato da cinque archi a sesto acuto d'impronta catalana ed italica (detti "a terzo punto"). Della struttura originaria rimangono un ordine di colonne (in corrispondenza della navata laterale destra) e alcune cappelle arricchite da preziosi elementi decorativi. Non è più presente invece la copertura a capanna in legno, che era più alto in corrispondenza del presbiterio.
In fondo alla chiesa sono collocate tre absidi, sovrastate anch'esse da archi a sesto acuto.
Le tre navate della chiesa sono separate attraverso tre archi dal presbiterio, che è rialzato da un gradino rispetto al pavimento delle navate.
Sotto il presbiterio si trova una cripta adibita a sepolcro pubblico. L'ingresso alla cripta si trova in corrispondenza del punto in cui si ha il rialzo a gradino. All'interno della cripta si trova un affresco del Santissimo Crocifisso.
La porta d'ingresso presenta due larghe fasce decorative ornate con intagli che rappresentano fogliami di stampo normanno. Sulla facciata sopra la porta è presente una finestra traforata di forma circolare. A destra della porta è visibile un campanile risalente al XV secolo.
Le pareti e i piloni della chiesa erano decorati da affreschi, la maggior parte dei quali non più visibili a causa dell'incauta imbiancatura a calce dei muri. In particolare sono state rinvenute le immagini di un monaco e di un crocifisso.

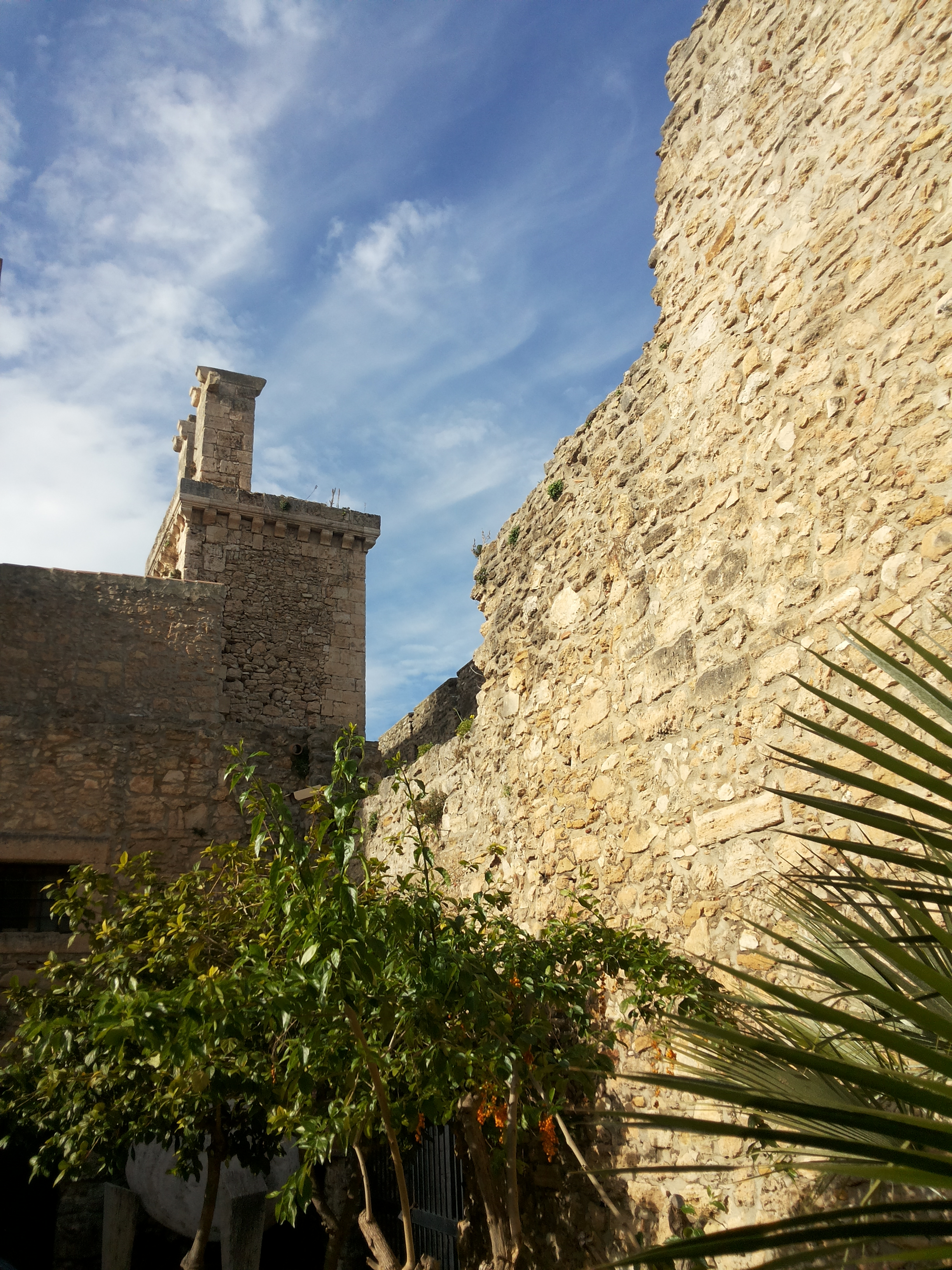
Muro esterno e campanile della chiesa
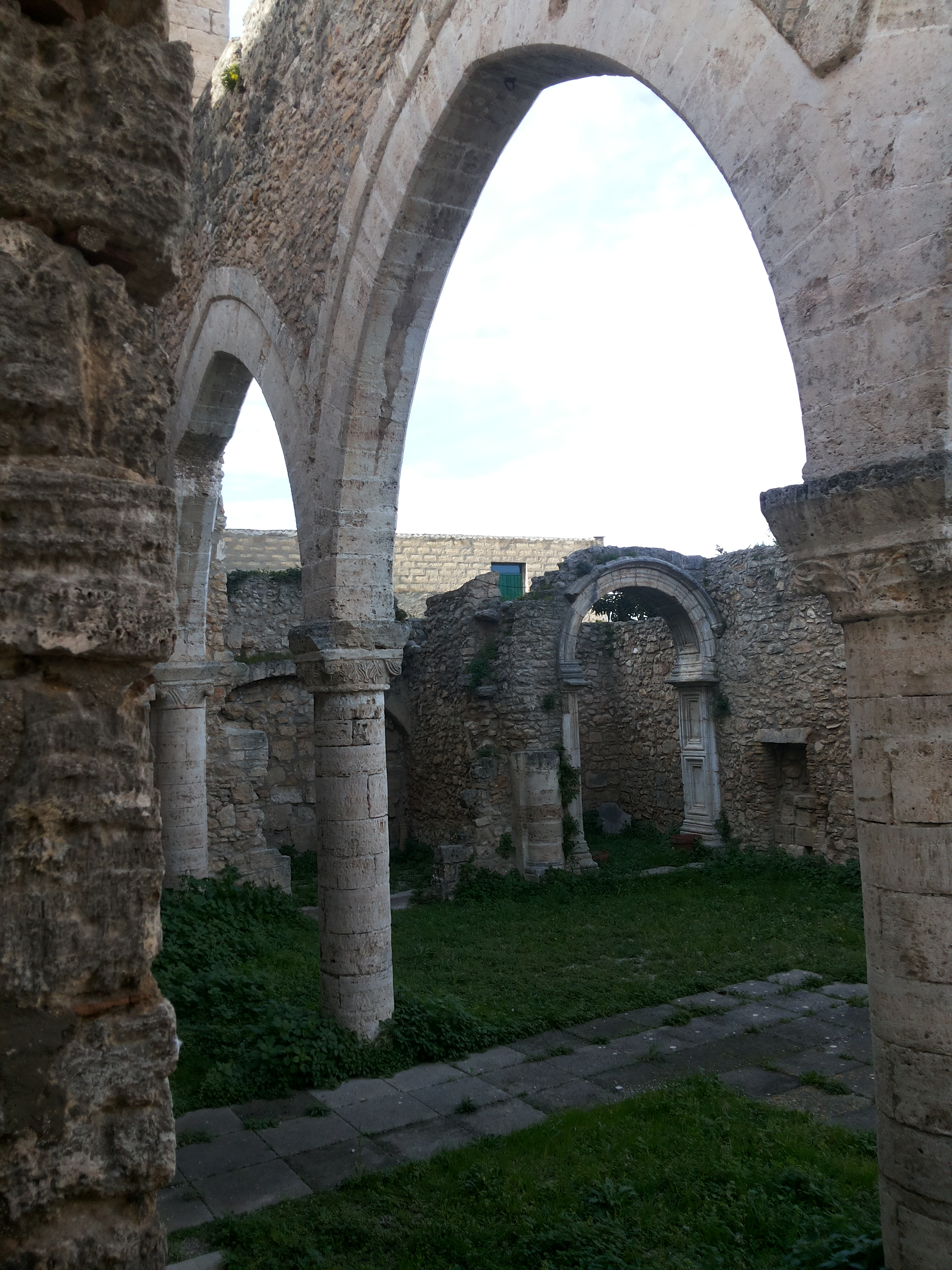
Navata laterale sinistra
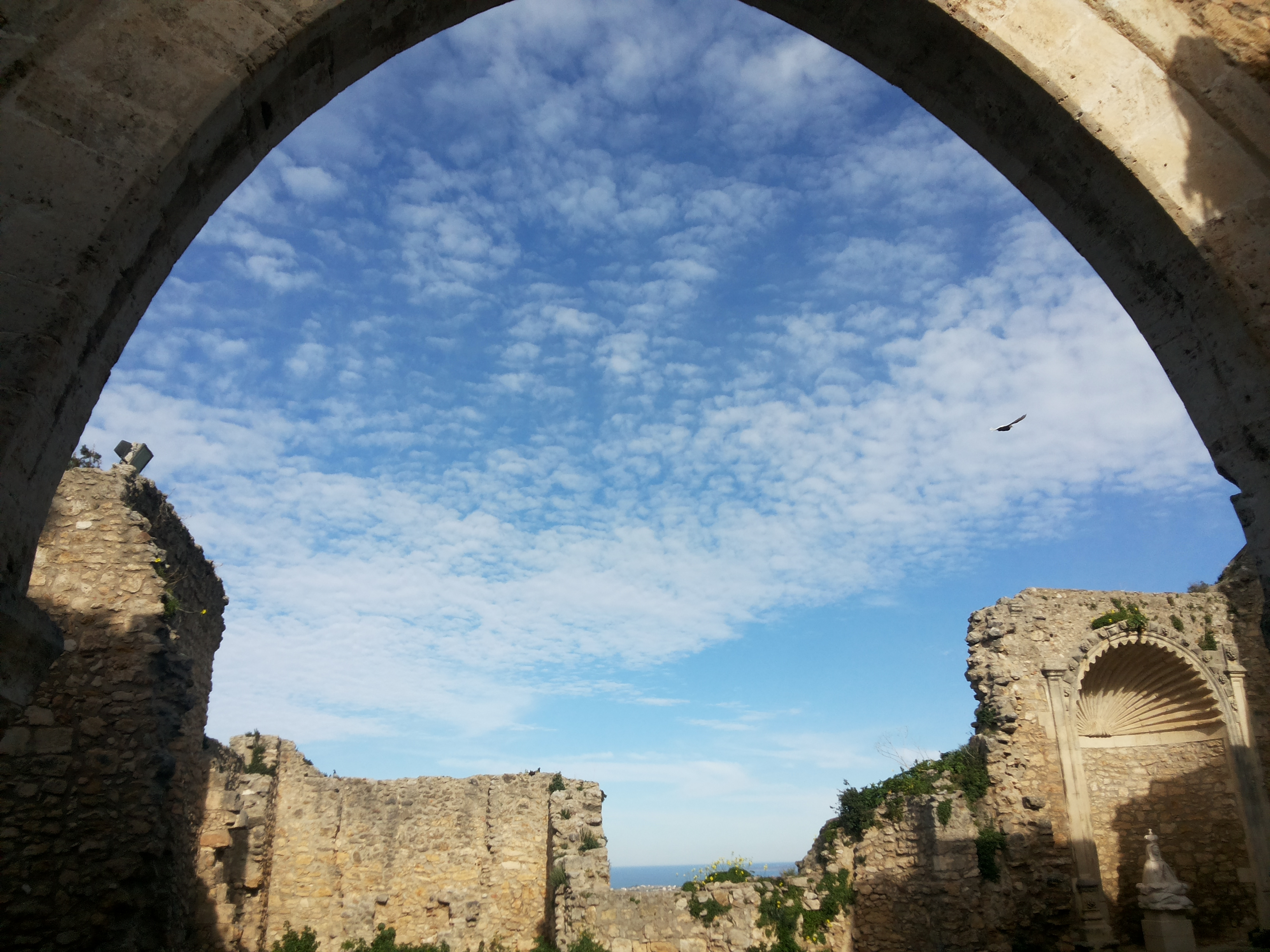
Arco centrale
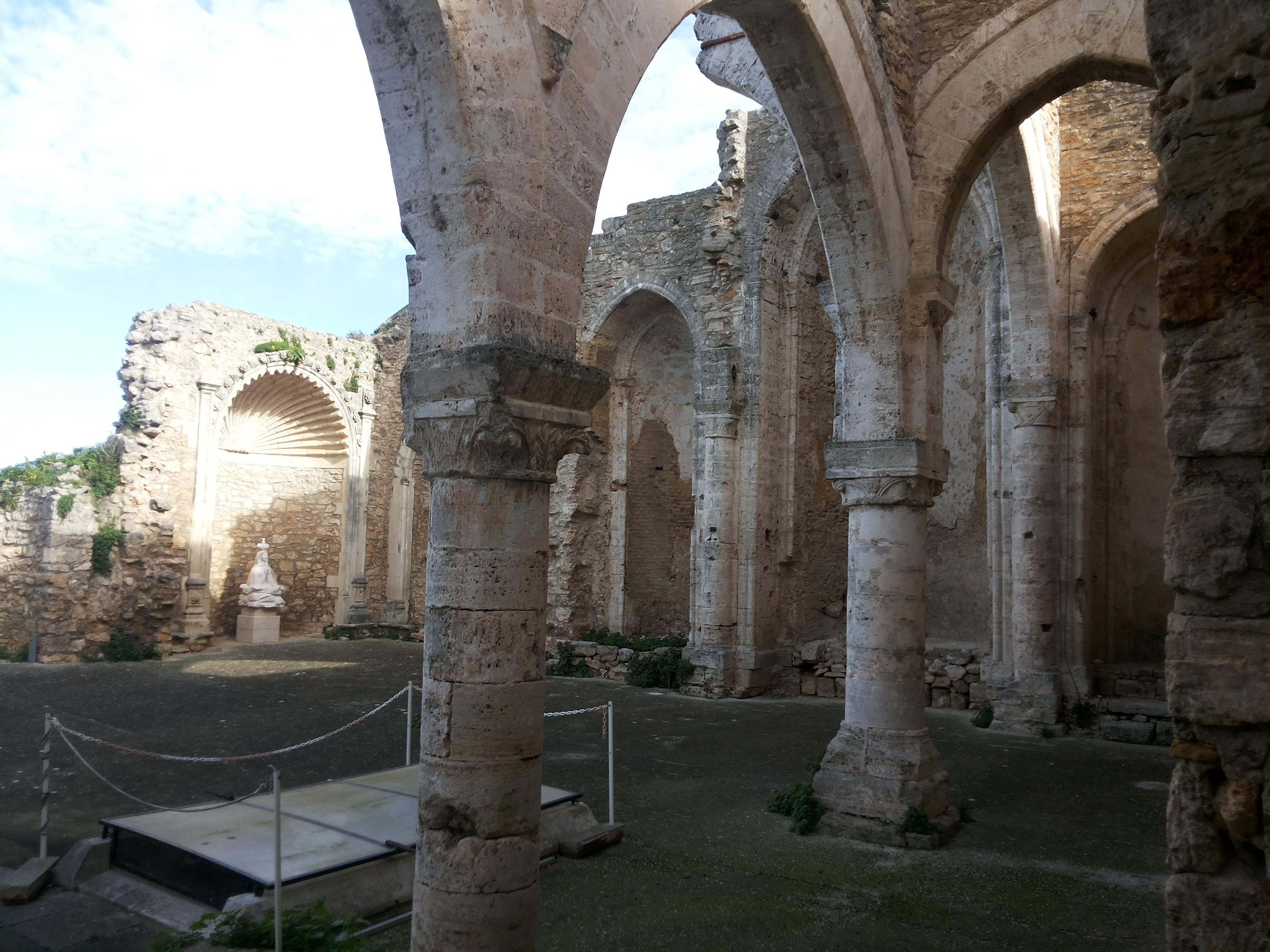
Ordine di colonne e abside sulla navata laterale destra

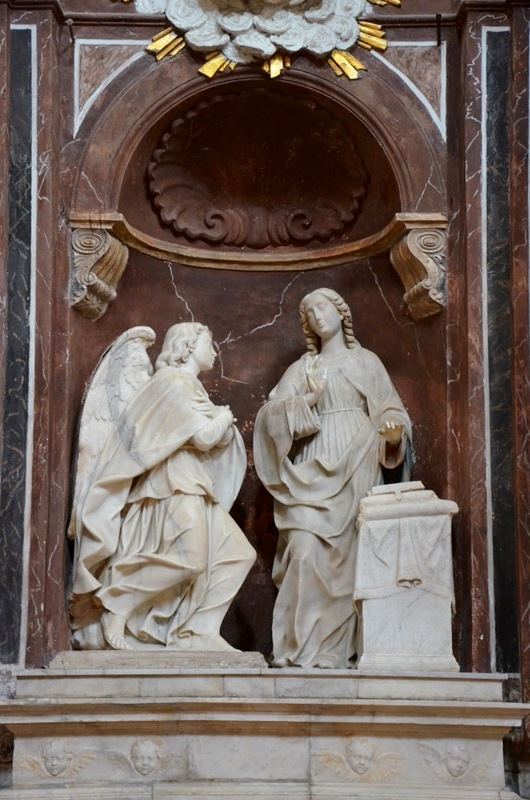
L'Annunciazione dei Gagini esposta nella chiesa di Sant'Oliva.

Sull'altare maggiore era collocato il gruppo scultoreo di marmo bianco intitolato "L'Annunciazione", dove sono raffigurate la Vergine genuflessa con a poca distanza l'arcangelo Gabriele e in alto l'Eterno Padre. La Vergine è rappresentata con vaso e giglio (vecchio simbolo della Madonna), con alcuni serafini alla base. L'opera fu realizzata nel 1545 da Antonino e Giacomo Gagini. Nel 1906 fu collocata nella chiesa di Sant'Oliva, mentre il simulacro della Madonna del Carmelo realizzato in carta pesta, che i frati portavano in processione, si trova nella chiesa dei Santi Paolo e Bartolomeo.
Secondo Padre Facciponte, gesuita, molto probabilmente l'acquasantiera bianca in alabastro con bassorilievi raffiguranti l'Angelo Annunciatore e la Madonna, che oggi si trovano dentro la Chiesa del Collegio, provengono da questa chiesa.

## Cappella di patronato di Stefano Adragna
Realizzata nella II metà del XVI secolo, venne poi decorata da Bartolomeo Berrettaro che nel 1519 vi scolpì l'altorilievo in marmo conosciuto come Dormizione della Vergine, ora custodita nella chiesa di Santa Maria del Rosario.
Nella cappella era presente un grande arco marmoreo, con due pilastri che avevano due putti con due scudi alla loro base, otto scompartimenti, con i quattro Evangelisti e quattro Padri della Chiesa, in altorilievo.
Uno di questi due putti, il reggiscudo e uno degli Evangelisti, ora sono posizionati nella controfacciata della chiesa di Sant'Oliva.

## Cappella di patronato di Francesco Lombardo
Ubicata nella parte nord-est, è da sottolineare per la sua particolarità: il catino absidale piccolo è stato scolpito a forma di conchiglia, di gusto barocco, con arco a ghiera bugnata. L'arco all'ingresso (1602) e gli affreschi (1606) che erano sulla volta, furono realizzati da Mariano Smeriglio.

## Custodia eucaristica di Luigi Di Battista
Oggi quest'opera è collocata nell'abside della chiesa di Sant'Oliva: è la più antica fra le quattro custodie esistenti ad Alcamo, realizzate nel Cinquecento, e con gli angeli nell'atto di adorare ed i Santi dell'Ordine religioso che le hanno commissionato. 
In questa custodia vengono rappresentati i carmelitani di Erice sant'Alberto degli Abati (1250-1305), con giglio e un libro e il beato Luigi Rabatà, con una croce e un libro in mano.
Diversamente dalle altre tre custodie, nella predella è stato scolpito Cristo Redentore del Mondo, con un globo sormontato dalla croce in mano, in mezzo agli Apostoli che portano con sé lo strumento del proprio martirio. Tale custodia venne indorata dal pittore Giovan Leonardo Bagolino, padre del poeta alcamese Sebastiano Bagolino.